# ويستبورو (ماساتشوستس)
ويستبورو هي بلدة في إقليم نيوإنغلاند في مقاطعة ورسستر (ماساتشوستس)، الولايات المتحدة. بلغ عدد سكانها 21,567 في تعداد الولايات المتحدة 2020، يشكلون أكثر من 7000 أسرة. تأسست في عام 1717 ، تخضع المدينة لنظام تجمع بلدات نيو إنغلاند، برئاسة مجلس مختار من خمسة أعضاء منتخبين تشمل واجباته إصدار التراخيص وتعيين المناصب الإدارية المختلفة، والدعوة إلى اجتماع المواطنين سنويًا أو في أي وقت حسب الحاجة.

## الجغرافيا

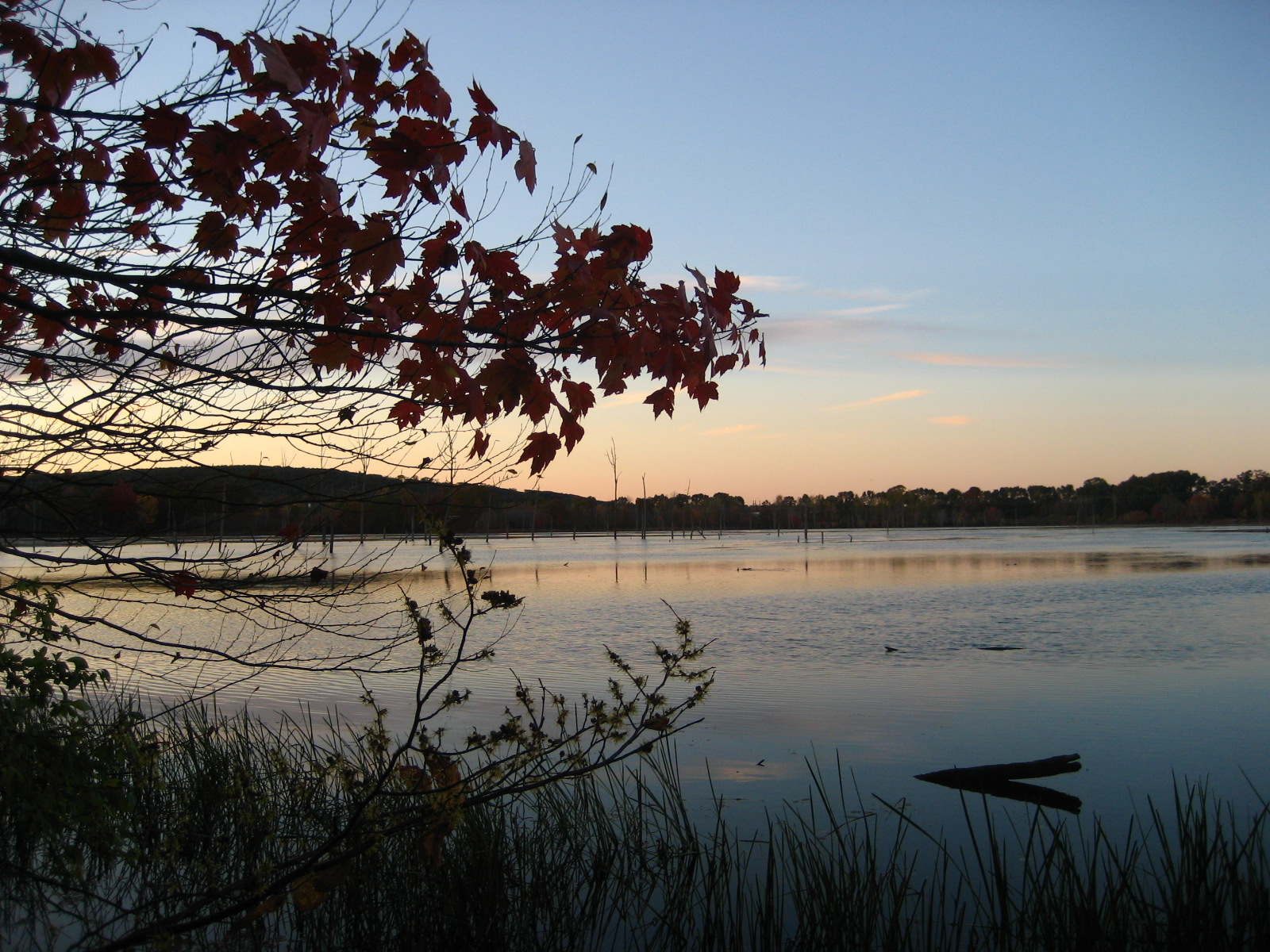
بركة ميل وقت الغروب

وفقاً لمكتب تعداد الولايات المتحدة، تبلغ مساحة المدينة الإجمالية 21.6 ميلاً مربعاً (56.0 km2)، منها 20.5 ميلاً مربعاً (53.1 km2) أراضٍ يابسة، و 1.1 ميلاً مربعاً (2.8 km2)مسطحات مائية (5.09%). توجد في ويستبورو منابع نهرس سودبوري وأسابيت. كما تحوي المدينة العديد من المسطحات المائية مثل بحيرة تشاونسي وبركة ميل وبركة ويستبورو وغيرها. أما بحيرة تشاونسي فهي مفتوحة للسباحة وركوب القوارب وصيد السمك، ولها شاطئ عام مفتوح للسكان خلال أشهر الصيف. أما ارتفاع المدينة فيبلغ حوالي 300 قدم (91 m).
تقع ويستبورو شرق\وسط ماساتشوستس، على بعد 28 ميلاً (45.47 km) و12 ميلاً (19 km) شرق ورسستر.

## التركيبة السكانية
قالب:عدد السكان
تشير بيانات تعداد الولايات المتحدة من عام 2010 بأن عدد السكان بلغ 18272 شخصًا و 6924 أسرة و 4763 أسرة مقيمة في البلدة (رسمي). الكثافة السكانية 891.3 نسمة لكل ميل مربع (غير رسمي). قدرت آخر دراسة 2013-2017 مسح المجتمع الأمريكي (ACS) إجمالي عدد سكان المدينة بنحو 18،836 نسمة يشكّلون 7،095 أسرة. يشكّل الهنود حوالي 15.4٪ من السكان، وتتميز البلدة بمجتمع مهاجرين قوي يضم ما يقرب من 5000 مقيم من أصول غير أمريكية (25.9٪).
وفقاً لتقديرات مسح السكان، يوجد في البلدة 4912 أسرة، 42.3 لديها أطفال دون سن 18 عاماً، و31.8% من الأسر فيها أفراد تزيد أعمارهم عن 65 سنة. وكان متوسط حجم الأسرة 3.26.
متوسط الأعمار 38 عاماً، ويوجد 95.9 ذكر لكل 100 أنثى.
كان متوسط دخل الأسرة في المدينة (استنادًا إلى تقدير التعداد الأمريكي ACS لمدة خمس سنوات) 132,543 دولارًا أمريكيًا، ومتوسط دخل الفرد 47,993 دولاراً أمريكياً. حوالي 4.7% من السكان تحت خط الفقر، منهم 4.4% أقل من 18 عاماً. نسبة البطالة 3.6% من السكان فوق سن 25 عاماً. أما المستوى التعليمي للسكان، تخرج 96.5% منهم من مدارس ثانوية أو ما يعادلها و65% حاصلون على درجة البكالوريوس أو أعلى منها.

## وصلات خارجية
- بلدة ويستبورو، ماساتشوستس
- المكتبة العامة
- مقاطعة مدرسة ويستبورو
- التلفزيون العام
- Westborough.com